# Anolis marron
Anolis marron es una especie de saurio de la familia Dactyloidae.

## Distribución
Esta especie es endémica de Haití. Se encuentra en la península de Tiburón.

## Descripción
Los machos son de hasta 50 mm y las hembras de hasta 42 mm.

## Publicación original
- Arnold (1980). «La variación geográfica en Anolis brevirostris (Sauria: Iguanidae)». en La Española. Breviora. N° 461: pp. 1-31.